# Kenneth George Wyatt
Kenneth George Wyatt AM és un polític australià amb orígens aborígens, indis i anglesos, i membre de la Cambra dels Representants d'Austràlia on representa la divisió electoral de Hasluck a l'Austràlia occidental per al Partit Liberal d'Austràlia. Es tracta de la primera persona amb orígens aborígens que va ser membre del Parlament federal australià. El 1996 Wyatt esdevingué membre de l'Orde d'Austràlia pels seus serveis a favor de la salut dels aborígens. Més endavant va rebre la Medalla Centenary, el 2001.
L'endemà de l'elecció la Corporació Australiana de Programes va preveure que guanyaria a la candidata del Partit Laborista Australià Sharryn Jackson a les eleccions del 2010, cedint el seient de Hasluck per al Partit Liberal d'Austràlia. Ken Wyatt és el primer australià aborigen elegit a la Cambra dels Representants d'Austràlia, i el tercer elegit al Parlament (després de Neville Bonner i d'Aden Ridgeway, ambdós senadors). Arran de la seva elecció, Wyatt ha estat víctima d'una campanya d'enviament massiu de correu racista.